# El ritmo del barrio
El ritmo del barrio es el tercer álbum de la banda uruguaya La Abuela Coca. Fue editado en 2001 en forma independiente. El disco fue publicado en 2004 en Alemania por el sello Übersee Records. Una reedición del disco se realizó por Montevideo Music Group en Uruguay en 2012 junto al disco 20 años. Es considerado por la banda el disco más importante de su trayectoria.
El disco mezcla diversos ritmos uruguayos y latinos con rock, reggae y hip hop. Además de sus clásicas canciones con mucha energía, aparecen en este álbum temas con un sonido más intimista.
Es a partir de este disco que el grupo consigue mayor proyección internacional, realizando diversas giras por Europa y Argentina.
Entre las canciones más destacadas del álbum se encuentran Santa Soledad (con la participación como invitados del dúo Larbanois & Carrero y de Sebastián Teysera), Ta salao (con la participación de algunos integrantes de la murga Contrafarsa), Walking y una versión de Para ver las estrellas (de autoría de Gustavo Pena).

## Lista de canciones
Todos los temas compuestos por Abuela Coca a excepción de los indicados.
1. «El ritmo del barrio»
2. «Walking»
3. «H20»
4. «Santa soledad»
5. «Templo»
6. «Para ver las estrellas» (Gustavo Pena)
7. «007»
8. «Nega» (O. Santiago y A. Cichero)
9. «Quién lo diría»
10. «Ta'salao»
11. «Cable»
12. «Cría cuervos»